# Sonic the Hedgehog (OAV)
Sonic the Hedgehog (ソニック★ザ★ヘッジホッグ?, Sonikku za Hejjihoggu), conosciuto anche come Sonic OAV, è un OAV del 1996 prodotto da Pierrot, tratto liberamente dalla celebre serie di videogiochi omonima sviluppata da SEGA.
L'OAV è composto da due episodi della durata di 27 minuti l'uno, e fu distribuito in esclusiva per il mercato in lingua giapponese e inglese, in quest'ultimo col titolo Sonic the Hedgehog: The Movie e inizialmente in versione censurata. La versione DVD, integrale e non censurata, fu distribuita nel 2004 mentre è inedito in Italia.

## Trama
La quiete di Sonic the Hedgehog e Miles "Tails" Prower viene interrotta dallo schianto di una macchina volante pilotata da un anziano gufo chiamato Old Owl, il quale ha un messaggio per loro da parte del Presidente, che gli dice di attenderli nel suo ufficio. I due, perplessi, scoprono che il diabolico Dr. Robotnik ha rapito il presidente e sua giovane figlia, la ragazza gatto Sara (oltre ad essere intento a sposarla). Il dottore spiega che la sua città, Eggmanland (Robotropolis nel doppiaggio inglese), è stata sequestrata da un misterioso robot, noto come Black Eggman (Metal Robotnik nella versione inglese), che lo ha costretto ad abbandonarla; inoltre il robot ha sabotato il generatore della città sovraccaricandolo di energia, il che causerà un'esplosione che distruggerà il pianeta. Robotnik promette quindi a Sonic e Tails di liberare il presidente e Sara se riusciranno a fermare Black Eggman e salvare Eggmanland.
Sonic e Tails, intenti ad aiutare il presidente e sua figlia, giungono ad Eggmanland e incontrano Black Eggman, il quale riesce a tener testa ad ogni attacco dei nostri eroi. Tuttavia, grazie ad un aiuto da parte di Knuckles the Echidna, Black Eggman viene distrutto. I tre successivamente raggiungono il generatore nel cuore della città e riescono a disattivarlo. Tuttavia, il macchinario intrappola Sonic e scansiona il suo corpo. Si scopre così che Black Eggman era una macchina costruita da Robotnik stesso per attirare Sonic in una trappola, in modo da copiare il suo DNA e completare la sua arma finale: Hyper Metal Sonic, il malvagio clone robotico di Sonic creato con i suoi stessi dati vitali.
L'androide si attiva e scaraventa Sonic a South Island; Tails e Knuckles avvertono il presidente della trappola e raggiungono il luogo dove Sonic e Hyper Metal Sonic hanno intanto iniziato il loro duello, dove nessuno dei due riesce a prevalere sull'altro ma proprio quando Metal Sonic sembra sia in vantaggio, Tails usa l'orologio datogli da Eggman per sabotare Metal Sonic e permette al suo amico di danneggiarlo gravemente. Di lì a poco però, la navetta del presidente e del gufo si schianta, Knuckles cerca di liberarli ma Metal Sonic li trae in salvo un attimo prima che la navetta esploda.
Gravemente danneggiato dallo scontro e dall'esplosione, Metal Sonic cade nel cratere di un vulcano in eruzione: proprio quando Sonic gli allunga la mano, Metal Sonic però ha accettato la sconfitta da parte del suo rivale, quindi rifiuta il soccorso e si lascia immergere dalla lava, sciogliendosi. Tuttavia Eggman ha ancora la copia del DNA di Sonic e intende usarla per costruire un altro Hyper Metal Sonic ma un missile da lui sparato in precedenza distrugge il dischetto. Nel finale, Sonic fugge da Sara (intenta a sposarlo) assieme agli altri.

## Ambientazione
A differenza dei videogiochi e degli altri media, l'OAV è ambientato su Planet Freedom, pianeta diviso in due parti: Land of the Sky, ovvero la "Terra del cielo", e Land of Darkness, la "Terra dell’oscurità".
La Terra del cielo è costituita da un numero imprecisato di continenti fluttuanti nella stratosfera del pianeta, tutti collegati a una massiccia formazione di ghiaccio che li tiene ancorati alla superficie del pianeta sottostante. Secondo Knuckles, se questa rete di ghiaccio venisse distrutta, la terra verrebbe lanciata nello spazio, uccidendo indubbiamente tutti gli abitanti.
La Terra dell'oscurità è la superficie reale di Planet Freedom, una regione post-apocalittica nel quale Eggman è l'unico abitante in vita. La maggior parte del territorio è selvaggio e montuoso, ma con una città in rovina che funge da luogo dell'impero di Eggman. La città implica fortemente che Planet Freedom sia una Terra post-apocalittica costruita su isole fluttuanti, con alcuni punti di riferimento che suggeriscono che tali rovine siano quelle di New York.

## Censura
A causa della presenza di varie scene ritenute inadatte per il pubblico occidentale, l'OAV è incorso nella censura o nella modifica di alcune parti nella versione inglese:
- Durante lo scontro tra Sonic e Black Eggman, il riccio blu alza il dito medio al suo nemico.[12] Questa scena è stata modificata facendogli alzare il dito indice.[12]
- Nella scena in cui Eggman e Sara sono intrappolati sotto i detriti di Black Eggman, quando Sara esclama: "Dove pensi di mettere le mani?!", suggerendo quindi che Eggman le abbia toccato i seni, la frase del dottore "Stanno così bene!" è stata sostituita con "È stato un incidente!".
- Quando Eggman chiede a Sara di sposarlo, la ragazza immagina di essere in gravidanza e mostrata mentre allatta un suo presunto figlio.
- Metal Sonic, durante uno scontro col suo alter ego, rimane incastrato con la testa nell'astronave di Eggman, finendo sotto la gonna di Sara, che in seguito lo prende ripetutamente a calci in testa e lo definisce un pervertito.[12]
- A bordo del suo aeroplano, Tails, venendo colpito da un missile di Eggman, cade giù da una collina innevata e inizia a rotolare giù formando una grossa palla di neve e si schianta addosso a Sara e Knuckles. Quando la palla di neve si schianta, Tails si rivela essere tra i seni di Sara. Dopo ciò, Knuckles nella versione censurata esclama "Non avrei mai pensato che potessi cadere così in basso!" mentre in lingua originale dice "Non potevi aggrapparti più in basso?".
- Sonic, Tails e Knuckles in alcune situazioni dicono delle parolacce, rimosse dal doppiaggio inglese.[12]

Tali scene furono rimosse nella prima versione statunitense in VHS e DVD del 1999; in seguito furono ripristinate nella riedizione DVD del 2004, dove rimasero però i dialoghi edulcorati. Un'altra particolarità del doppiaggio inglese è il cambio della specie di Knuckles, il quale invece di essere un'echidna è una talpa benché l'aspetto non lo ricordi minimamente.

## Personaggi e doppiatori
| Personaggio               | Doppiatore giapponese | Doppiatore inglese  |
| ------------------------- | --------------------- | ------------------- |
| Sonic the Hedgehog        | Masami Kikuchi        | Martin Burke        |
| Miles "Tails" Prower      | Hekiru Shiina         | Lainie Frasier      |
| Knuckles the Echidna      | Yasunori Matsumoto    | Bill Wise           |
| Dr. Ivo Robotnik          | Junpei Takiguchi      | Edwin Neal          |
| Metal Sonic               | Masami Kikuchi        | Gary Dehan          |
| Sara                      | Mika Kanai            | Sascha Biesi        |
| Old Owl                   | Chafūrin              | Charles C. Campbell |
| Presidente                | Yuzuru Fujimoto       | Edwin Neal          |
| Assistente del presidente | Akimitsu Takase       | Mandy Patinkin      |
| Black Eggman              | Junpei Takiguchi      | Edwin Neal          |

## Episodi
| Nº | Titolo italiano (traduzione letterale) Giapponese 「Kanji」 - Rōmaji                         | Prima edizione  | Prima edizione |
| Nº | Titolo italiano (traduzione letterale) Giapponese 「Kanji」 - Rōmaji                         | Giapponese      |                |
| 1  | Benvenuti ad Eggmanland 「エッグマンランドへむかえ」 - Eggumanrando he mukae                 | 26 gennaio 1996 |                |
| 2  | Sonic contro Metal Sonic!! 「ソニックＶＳメタルソニック！！」 - Sonikku tai Metaru Sonikku!! | 4 febbraio 1996 |                |

## Distribuzione
Indipendentemente dal titolo inglese, l'OAV non è mai uscito nelle sale cinematografiche, ma venne pubblicato solo come home video. In Giappone vennero pubblicati i due episodi in VHS corrispettivamente il 26 gennaio ed il 4 febbraio 1996. La versione inglese fu distribuita in VHS e DVD dalla A.D. Vision in Nord America il 7 settembre 1999 (due giorni prima dell'uscita di Sonic Adventure) e nel Regno Unito il 1º novembre dello stesso anno, e da Madman Entertainment in Australia. La A.D. Vision ha poi ripubblicato il DVD il 13 gennaio 2004, in versione integrale.

## Accoglienza
L'OAV ha ricevuto recensioni di vario tipo. Henry Gilbert di GamesRadar ha elogiato la grafica dell'anime definendola all'avanguardia e i combattimenti tra Sonic e Metal Sonic, ma tuttavia ha criticato pesantemente le voci troppo sgraziate dei personaggi nel doppiaggio inglese (in particolare di Sara).. Chris Shepard di Anime News Network, invece, ha criticato la trama sostenendo che fosse troppo semplice e lontana dai videogiochi del riccio blu, ma ha ritenuto l'OAV ottimo per i fan di Sonic e ha lodato le sue animazioni.

### Impatto culturale
Il cappello da cowboy di Knuckles è diventato famosissimo, tanto che nel corso degli anni è apparso in vari media.
Nei fumetti Archie viene indossato dalla controparte proveniente da Light Mobius, dove viene specificato essere un regalo del suo bis-bisnonno Hawking, mentre nell'ultimo numero del fumetto Sonic Boom lo stesso echidna acquista alcuni cappelli. Lo stesso cappello viene indossato dalla skin "Knuckles Cacciatore di tesori" nei videogiochi Sonic Dash, Sonic Forces: Speed Battle e Sonic Speed Simulator. Viene alluso inoltre in The Murder of Sonic the Hedgehog, dove ha anelli al posto delle stelle ed è indossato da Mecha Knuckles nella miniserie Scrapnik Island edita dalla IDW.
Lo stesso cappello viene nuovamente alluso due volte nel lungometraggio del 2020 e viene indossato dall'echidna nella sua serie televisiva del 2024, a partire dall'episodio La fiamma del disastro.